# 四站镇
四站镇，是中华人民共和国黑龙江省绥化市肇东市下辖的一个乡镇级行政单位。

## 行政区划
四站镇下辖以下地区：
四站村、菜元子村、富江村、克宝村和巨林村。